# Copa Africana de Naciones 1984
La Copa Africana de Naciones de 1984 fue la decimocuarta edición del torneo de fútbol más importante de naciones de África. Fue organizado en Costa de Marfil. Jugaron ocho equipos distribuidos en dos grupos de cuatro equipos en los que clasificaban los dos primeros de cada grupo. La selección de Camerún ganó el primer título de su historia venciendo al combinado de Nigeria por 3 a 1.

## Sedes
| Abiyán                       | Abidjan Bouaké | Bouaké            |
| Stade Félix Houphouët-Boigny | Abidjan Bouaké | Stade Bouaké      |
| Capacidad: 40,000            | Abidjan Bouaké | Capacidad: 35,000 |
|                              | Abidjan Bouaké |                   |

## Equipos participantes
Para el proceso clasificatorio, véase Clasificación para la Copa Africana de Naciones de 1984

En cursiva, los equipos debutantes.
| Equipos participantes | Equipos participantes | Equipos participantes | Equipos participantes |
| --------------------- | --------------------- | --------------------- | --------------------- |
| Argelia               | Camerún               | Costa de Marfil       | Egipto                |
| Ghana                 | Malaui                | Nigeria               | Togo                  |

## Resultados

### Primera fase

#### Grupo A
| Equipo          | Pts | PJ | PG | PE | PP | GF | GC | Dif |
| --------------- | --- | -- | -- | -- | -- | -- | -- | --- |
| Egipto          | 5   | 3  | 2  | 1  | 0  | 3  | 1  | 2   |
| Camerún         | 4   | 3  | 2  | 0  | 1  | 6  | 2  | 4   |
| Costa de Marfil | 2   | 3  | 1  | 0  | 2  | 4  | 4  | 0   |
| Togo            | 1   | 3  | 0  | 1  | 2  | 1  | 7  | -6  |

| 4 de marzo de 1984 | Costa de Marfil                   | 3:0 (1:0) | Togo | Estadio Houphouët-Boigny, Abiyán                          |                                                           |
|                    | Koffi 27' · Fofana 62' · Goba 75' |           |      | Asistencia: 50 000 espectadores Árbitro(s): Ali Bennaceur | Asistencia: 50 000 espectadores Árbitro(s): Ali Bennaceur |

| 4 de marzo de 1984 | Egipto       | 1:0 (0:0) | Camerún | Estadio Houphouët-Boigny, Abiyán                               |                                                                |
|                    | Abouzaid 75' |           |         | Asistencia: 50 000 espectadores Árbitro(s): Gebreyesus Tesfaye | Asistencia: 50 000 espectadores Árbitro(s): Gebreyesus Tesfaye |

| 7 de marzo de 1984 | Camerún                                 | 4:1 (3:0) | Togo       | Estadio Houphouët-Boigny, Abiyán                               |                                                                |
|                    | Djonkep 6' · Abega 21' 60' · Aoudou 45' |           | Rafiou 54' | Asistencia: 15 000 espectadores Árbitro(s): Hassan Abdel Hafiz | Asistencia: 15 000 espectadores Árbitro(s): Hassan Abdel Hafiz |

| 7 de marzo de 1984 | Egipto       | 2:1 (0:0) | Costa de Marfil | Estadio Houphouët-Boigny, Abiyán                               |                                                                |
|                    | Zeid 66' 72' |           | Miezan 53'      | Asistencia: 40 000 espectadores Árbitro(s): Edwin Picon-Ackong | Asistencia: 40 000 espectadores Árbitro(s): Edwin Picon-Ackong |

| 10 de marzo de 1984 | Togo | 0:0 | Egipto | Estadio Houphouët-Boigny, Abiyán                             |  |
|                     |      |     |        | Asistencia: 40 000 espectadores Árbitro(s): Frank Valdemarca |  |

| 10 de marzo de 1984 | Camerún                 | 2:0 (1:0) | Costa de Marfil | Estadio Houphouët-Boigny, Abiyán                            |                                                             |
|                     | Milla 42' · Djonkep 61' |           |                 | Asistencia: 40 000 espectadores Árbitro(s): Mohamed Larache | Asistencia: 40 000 espectadores Árbitro(s): Mohamed Larache |

#### Grupo B
| Equipo  | Pts | PJ | PG | PE | PP | GF | GC | Dif |
| ------- | --- | -- | -- | -- | -- | -- | -- | --- |
| Argelia | 5   | 3  | 2  | 1  | 0  | 5  | 0  | 5   |
| Nigeria | 4   | 3  | 1  | 2  | 0  | 4  | 3  | 1   |
| Ghana   | 2   | 3  | 1  | 0  | 2  | 2  | 4  | -2  |
| Malaui  | 1   | 3  | 0  | 1  | 2  | 2  | 6  | -4  |

| 5 de marzo de 1984 | Nigeria                  | 2:1 (2:1) | Ghana          | Stade de Bouaké, Bouaké                                 |                                                         |
|                    | Nwosu 13' · Ehilegbu 31' |           | Opoku N'ti 19' | Asistencia: 10 000 espectadores Árbitro(s): Dodou N'Jie | Asistencia: 10 000 espectadores Árbitro(s): Dodou N'Jie |

| 5 de marzo de 1984 | Argelia                                  | 3:0 (3:0) | Malaui | Stade de Bouaké, Bouaké                                 |                                                         |
|                    | Bouiche 29' · Belloumi 36' · Fergani 38' |           |        | Asistencia: 10 000 espectadores Árbitro(s): Bakary Sarr | Asistencia: 10 000 espectadores Árbitro(s): Bakary Sarr |

| 8 de marzo de 1984 | Malaui                     | 2:2 (2:2) | Nigeria        | Stade de Bouaké, Bouaké                                        |                                                                |
|                    | Waya 7' (pen.) · Msiya 35' |           | Temile 39' 41' | Asistencia: 15 000 espectadores Árbitro(s): Hassan Abdel Hafiz | Asistencia: 15 000 espectadores Árbitro(s): Hassan Abdel Hafiz |

| 8 de marzo de 1984 | Argelia                   | 2:0 (0:0) | Ghana | Stade de Bouaké, Bouaké                                    |                                                            |
|                    | Menad 75' · Bensaoula 85' |           |       | Asistencia: 15 000 espectadores Árbitro(s): Mohamed Bahhou | Asistencia: 15 000 espectadores Árbitro(s): Mohamed Bahhou |

| 11 de marzo de 1984 | Nigeria | 0:0 | Argelia | Stade de Bouaké, Bouaké                                 |  |
|                     |         |     |         | Asistencia: 3 000 espectadores Árbitro(s): Karim Camara |  |

| 11 de marzo de 1984 | Ghana       | 1:0 (1:0) | Malaui | Stade de Bouaké, Bouaké                                       |                                                               |
|                     | Amphadu 32' |           |        | Asistencia: 3 000 espectadores Árbitro(s): Salem Mohamed Adal | Asistencia: 3 000 espectadores Árbitro(s): Salem Mohamed Adal |

### Segunda fase
|  | Semifinales         | Semifinales         |   |                     | Final               | Final |  |
|  |                     |                     |   |                     |                     |       |  |
|  |                     |                     |   |                     |                     |       |  |
|  | Abiyán, 14 de marzo |                     |   |                     |                     |       |  |
|  | Egipto              | 2 (7)               |   |                     |                     |       |  |
|  | Nigeria (pen.)      | 2 (8)               |   |                     |                     |       |  |
|  |                     |                     |   |                     |                     |       |  |
|  |                     |                     |   |                     | Abiyán, 18 de marzo |       |  |
|  |                     |                     |   |                     | Nigeria             | 1     |  |
|  |                     | Camerún             | 3 |                     |                     |       |  |
|  |                     |                     |   |                     |                     |       |  |
|  |                     |                     |   |                     |                     |       |  |
|  |                     |                     |   |                     | Tercer lugar        |       |  |
|  | Bouaké, 14 de marzo | Bouaké, 14 de marzo |   | Abiyán, 17 de marzo | Abiyán, 17 de marzo |       |  |
|  | Argelia             | 0 (4)               |   | Egipto              | 1                   |       |  |
|  | Camerún (pen.)      | 0 (5)               |   |                     | Argelia             | 3     |  |

#### Semifinales
| 14 de marzo de 1984 | Egipto                                                                               | 2:2 (2:1) (t. s.)(7:8 p.)  | Nigeria                                                                            | Estadio Houphouët-Boigny, Abiyán                        |                                                         |
|                     | Suleiman 25' · Abouzaid 38'                                                          |                            | Keshi 43' (pen.) · Ahli Bala 75'                                                   | Asistencia: 15 000 espectadores Árbitro(s): Dodou N'Jie | Asistencia: 15 000 espectadores Árbitro(s): Dodou N'Jie |
|                     |                                                                                      | Tiros desde el punto penal |                                                                                    |                                                         |                                                         |
|                     | Abdelghani · Shehata · Gharib · El Khatib · Bakr · Nacef · Yassin · Hassan · Youssef |                            | Nwosu · Edobor · Shofoluwe · Kingsley · Keshi · Yekini · Temile · Adeshina · Lawal |                                                         |                                                         |

| 14 de marzo de 1984 | Camerún | 0:0 (t. s.)(5:4 p.) | Argelia | Stade de Bouaké, Bouaké, Costa de Marfil                       |  |
|                     |         |                     |         | Asistencia: 15 000 espectadores Árbitro(s): Edwin Picon-Ackong |  |

#### Tercer lugar
| 17 de marzo de 1984 | Argelia                              | 3:1 (0:0) | Egipto                | Stade de Bouaké, Bouaké                                   |                                                           |
|                     | Madjer 67' · Belloumi 70' · Yahi 88' |           | Abdelghani 74' (pen.) | Asistencia: 500 espectadores Árbitro(s): Mohammed Larache | Asistencia: 500 espectadores Árbitro(s): Mohammed Larache |

#### Final
| 18 de marzo de 1984 | Camerún                               | 3:1 (1:1) | Nigeria   | Stade de Bouaké, Bouaké                                   |                                                           |
|                     | N'Djeya 32' · Abega 79' · Ebongué 84' |           | Lawal 10' | Asistencia: 50 000 espectadores Árbitro(s): Ali Bennaceur | Asistencia: 50 000 espectadores Árbitro(s): Ali Bennaceur |

|                             |
| Bandera de Camerún          |
| Campeón Camerún 1.er título |

## Clasificación general
| Equipo | Equipo          | Pts | PJ | PG | PE | PP | GF | GC | Dif | Rend  |
| ------ | --------------- | --- | -- | -- | -- | -- | -- | -- | --- | ----- |
| 1      | Camerún         | 7   | 5  | 3  | 1  | 1  | 9  | 3  | 6   | 70%   |
| 2      | Nigeria         | 5   | 5  | 1  | 3  | 1  | 7  | 8  | -1  | 50%   |
| 3      | Argelia         | 8   | 5  | 3  | 2  | 0  | 8  | 1  | 7   | 80%   |
| 4      | Egipto          | 6   | 5  | 2  | 2  | 1  | 6  | 6  | 0   | 50%   |
| 5      | Costa de Marfil | 2   | 3  | 1  | 0  | 2  | 4  | 4  | 0   | 33,3% |
| 6      | Ghana           | 2   | 3  | 1  | 0  | 2  | 2  | 4  | -2  | 33,3% |
| 7      | Malaui          | 1   | 3  | 0  | 1  | 2  | 2  | 6  | -4  | 16,6% |
| 8      | Togo            | 1   | 3  | 0  | 1  | 2  | 1  | 7  | -6  | 16,6% |

## Goleadores
4 goles
- Taher Abouzeid

3 goles
- Théophile Abéga

2 goles
- Lakhdar Belloumi
- Bonaventure Djonkep
- Clement Temile

1 gol
- Tedj Bensaoula
- Nasser Bouiche
- Ali Fergani
- Rabah Madjer
- Djamel Menad
- Hocine Yahi
- Ibrahim Aoudou
- Ernest Ebongué
- René N'Djeya
- Roger Milla
- Magdi Abdelghani
- Emad Soliman
- Seth Ampadu
- Opoku Nti
- Youssouf Fofana
- Michel Goba
- Tia Koffi
- Pascal Miézan
- Clifton Msiya
- Harry Waya
- Ali Bala
- Chibuzor Ehilegbu
- Stephen Keshi
- Muda Lawal
- Henry Nwosu
- Rafiou Moutairou

## Equipo ideal
| Porteros            | Defensores                                             | Mediocampistas                                                 | Delanteros                 |
| ------------------- | ------------------------------------------------------ | -------------------------------------------------------------- | -------------------------- |
| Joseph-Antoine Bell | Ali Shehata Ibrahim Youssef Stephen Keshi Isaac Sinkot | Lakhdar Belloumi Clement Temile Théophile Abega Taher Abouzeid | Clifton Msiya Djamel Menad |